# Alberto León Herranz
Alberto León Herranz (21 de mayo de 1973 - San Lorenzo de El Escorial, 10 de enero de 2011) fue un ciclista español de mountain bike entre 1991 y 2001, con el equipo Coronas-BH.
Era un ciclista muy versátil. Destacaba en todas las facetas, tanto en las pruebas de descenso como en las de cross country (rally).  En San Lorenzo se convirtió en una figura del deporte local. Los vecinos viajaban a las competiciones y le apoyaban con un grito de guerra: "¡Alberto-León-con tus piernas-campeón!".

## Dopaje
Alberto León fue imputado en las operaciones antidopaje "Puerto" y "Galgo", en las que, según las investigaciones sobre la red de dopaje, el exciclista era el presunto suministrador de algunas de las sustancias dopantes.
Alberto apareció muerto en el domicilio de su hermano en San Lorenzo de El Escorial el 10 de enero de 2011.

## Palmarés
1987  - Campeón de Rallye Don Quijote - BMX Resistencia
	Campeón BMX Resistencia S.L. Escorial. Memorial J.M. Cuadrado
Subcampeón 12 horas de BMX Resistencia Zaragoza- Fiestas del Pilar (Equipos)
1988 – Campeón del Rallye Kaktus - BMX Resistencia
Campeón de España Junior MTB XC (Madrid-Majadahonda-La Pedriza)
1991 – 3.º Cto. de España de España Junior MTB XC (Barcelona)
3.º Cto. de España de España Junior MTB DH (Barcelona)
1991 – 6.º Cto. de Europa Junior MTB DH (Francia)
1992 – 2.º Gran Premio internacional Coronas (Gijón)
1993 – 2.º Gran Premio internacional Coronas (Santiago)
1994 -  2.º Open de España JB -  MTB XC (Argentona)
1996, ´97, ´98, ´99 – Participaciones en el Tour de Francia de MTB
1996 – 4.º Cto. de España MTB XC Elite (Sierra Nevada)
1998 – 1.º Contrarreloj individual Sigüenza - Sigüenza Vuelta a España MTB
1999 – 4.º Cto de España MTB XC Elite (Candanchu)
1999 – 1.º Mountain bike 100 km de Ronda (Málaga)
1999 – 3.ª Xtreme Tour Benasque (Huesca)
2000 - 4.º Cto. de España MTB XC Elite (Sierra Nevada)
2000 – 3.º Open de España de MTB XC Elite
10 veces internacional representando al Equipo Español de MTB de la RFEC